# Mercedes-Benz Vito
Mercedes-Benz Vito – семейство коммерческих фургонов и минивэнов от немецкого производителя Mercedes-Benz, пришедшее на смену Mercedes-Benz MB100 в 1995 году. Серийное производство началось в том же году на заводе в Испании.
В 1999 году в линейке минивэнов произошли некоторые изменения как в дизайне экстерьера и интерьера, так и в модельном ряду двигателей. В частности видоизменились решётка радиатора и боковые юбки, рейлинги, а также бамперы и дверные ручки, которые окрасили в цвет кузова. Увеличился пакет оборудования, доступного для установки на заказ. Помимо заводской версии различными компаниями были представлены собственные разработки на базе W638.
В 2003 году производство было завершено и серию сменило второе поколение в лице серии Mercedes-Benz W639, сохранившей название Vito, в то время как более лёгкий V-класс был переименован в Viano.

## История

### Разработка
Разработка концепции и дизайна будущего минивэна началась ещё в 1990-х годах. Руководителем проекта был назначен Майкл Мауэр, который курировал процессы с 1989 по 1991 год. Окончательный дизайн был выбран руководством компании и запатентован в феврале 1993 года.

### Премьера (1995)

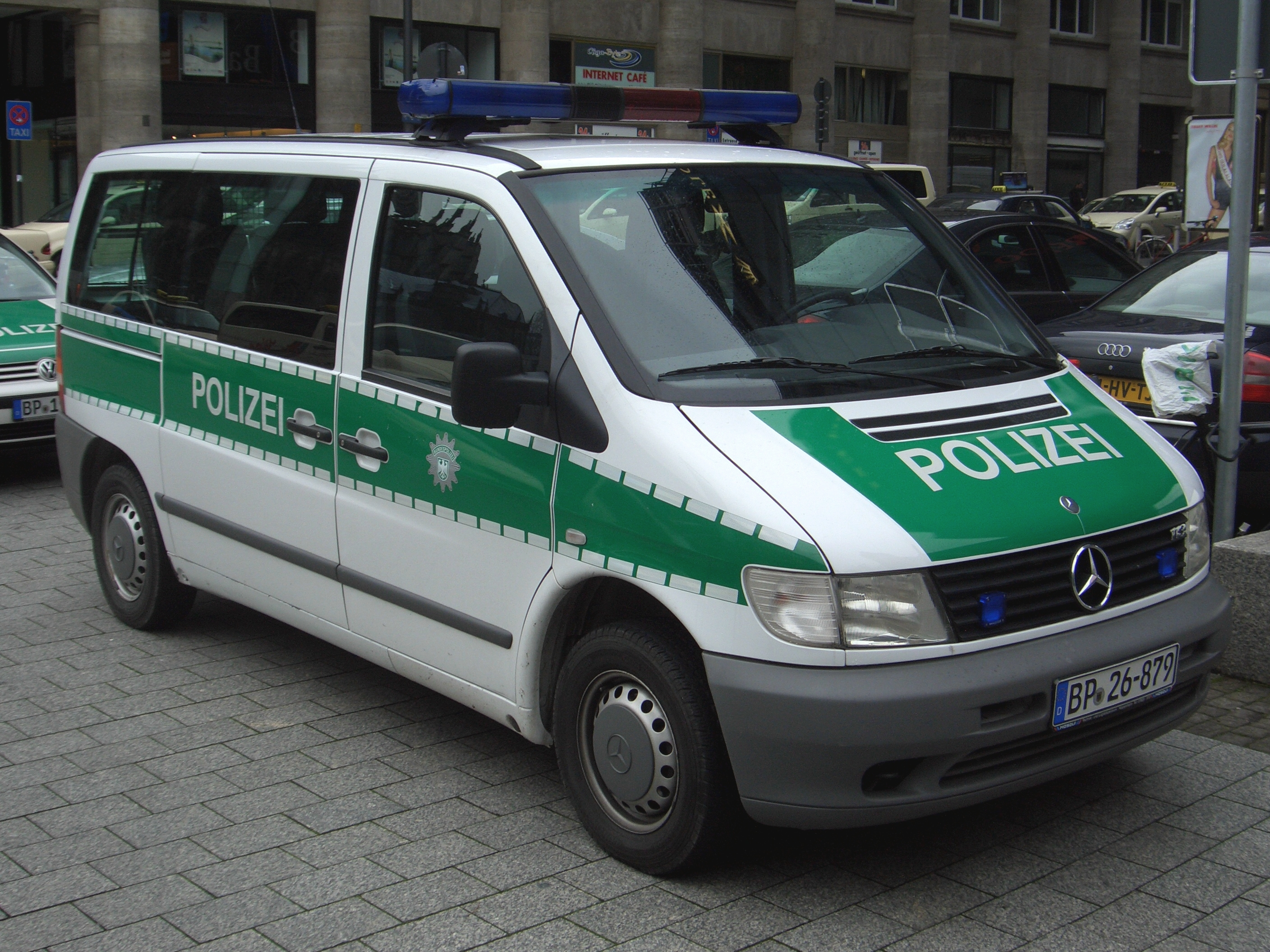
Mercedes-Benz Vito на службе у полиции Германии

Премьера нового коммерческого многоцелевого автомобиля (MPV) от немецкой марки Mercedes-Benz состоялась в 1995 году на 66-м международном автосалоне в Женеве. Тогда же августе было налажено серийное производство модели на заводе в городе Витория-Гастейс, Испания. Модельный ряд серии представлял собой несколько дизельных двигателей, обозначенных как ОM601 и ОМ611, мощностью от 79 л. с. (Vito 108 D) до 122 л. с. (Vito 110 D) и бензиновых силовых агрегатов (113 и 114) с мощностью от 129 л. с. до 174 лошадиных сил. Автомобиль собирался в переднемоторной и переднеприводной компоновке. Снаряженная масса модели колебалась в диапазон от 1763 до 2070 кг в зависимости от модификации. Vito был представлен с передним приводом ещё до появления A-класса, который дебютировал позже в 1996 году, что делает Mercedes-Benz W638 первым транспортным средством компании Mercedes-Benz с передним приводом. Для экономии места, двигатель и трансмиссия были установлены к корпусу с помощью специального подрамника. Для того, чтобы гарантировать самый высокий уровень стабильности при оборудовании автомобиля раздвижными дверями, дизайнеры конструкции провели обширные компьютерные моделирования и оптимизировали структуру металлических конструкций. Кроме того, особое внимание было уделено аэродинамичности автомобиля, благодаря чему коэффициент аэродинамического сопротивления модели составил 0,34.
На рынке Германии серия стала доступна с весны 1996 года. С осени того же года автомобили можно было приобрести в Великобритании.
Уже в марте 1996 года Mercedes-Benz W638 завоевал почётное звание «Лучший фургон года». На базе автомобиля создали более роскошную и лёгкую версию с пневматической задней подвеской (на Vito была доступна только в качестве опции), которая получила название V-класс, а впоследствии была переименована в Mercedes-Benz Viano (в 2003 году). Кроме того, на автомобиль установили улучшенную шумоизоляцию. Модели также имели и визуальные различия, в частности они отличались фарами, решёткой радиатора, текстурой задних фонарей и наружных зеркал заднего вида. V-класс также можно было оснастить дополнительными аксессуарами, такими как 4-ступенчатая автоматическая коробкой передач, рейлинги, поворотные сиденья (на 180 градусов) для водителя и переднего пассажира, шторы для задних окон, сенсорное управление, круиз-контроль и раздвижная дверь на левой стороне автомобиля.
Общий спрос на автомобили был достаточно высок, поэтому завод в городе Витория-Гастейс работал в три смены начиная с весны 1997 года, полностью загружая производственные мощности.
В июне 1997 года модельный ряд серии был дополнен с приходом версии V280, оборудованной шестицилиндровым двигателем Volkswagen V6 рабочим объёмом в 2,8 литра и характеризующийся очень узким углом расположения цилиндров (всего 15°). Мощность силового агрегата составляла 128 кВт (174 л. с.). Автомобиль с данным двигателем единственный в линейке предлагал только шесть посадочных мест вместо стандартных восьми. Кроме того, транспортное средство было оборудовано 7 J х 16 легкосплавными колёсными дисками и 215/60 R 16 H широкими шинами, которые были специально разработаны для модели V280.
Все представленные на тот момент двигатели соответствовали новейшим европейским стандартам выбросов. В бензиновых силовых агрегатах для снижения выбросов применялись трёхходовой каталитический нейтрализатор и фильтр с активированным углём. Кроме того, компания Mercedes-Benz разработала систему рециркуляции выхлопных газов и катализатор окисления для дизельного двигателя. В результате турбодизельная модель V230 была классифицирована как автомобиль с низкой токсичностью отработавших газов (93/59/EC, класс I).

### Рестайлинг (1999)

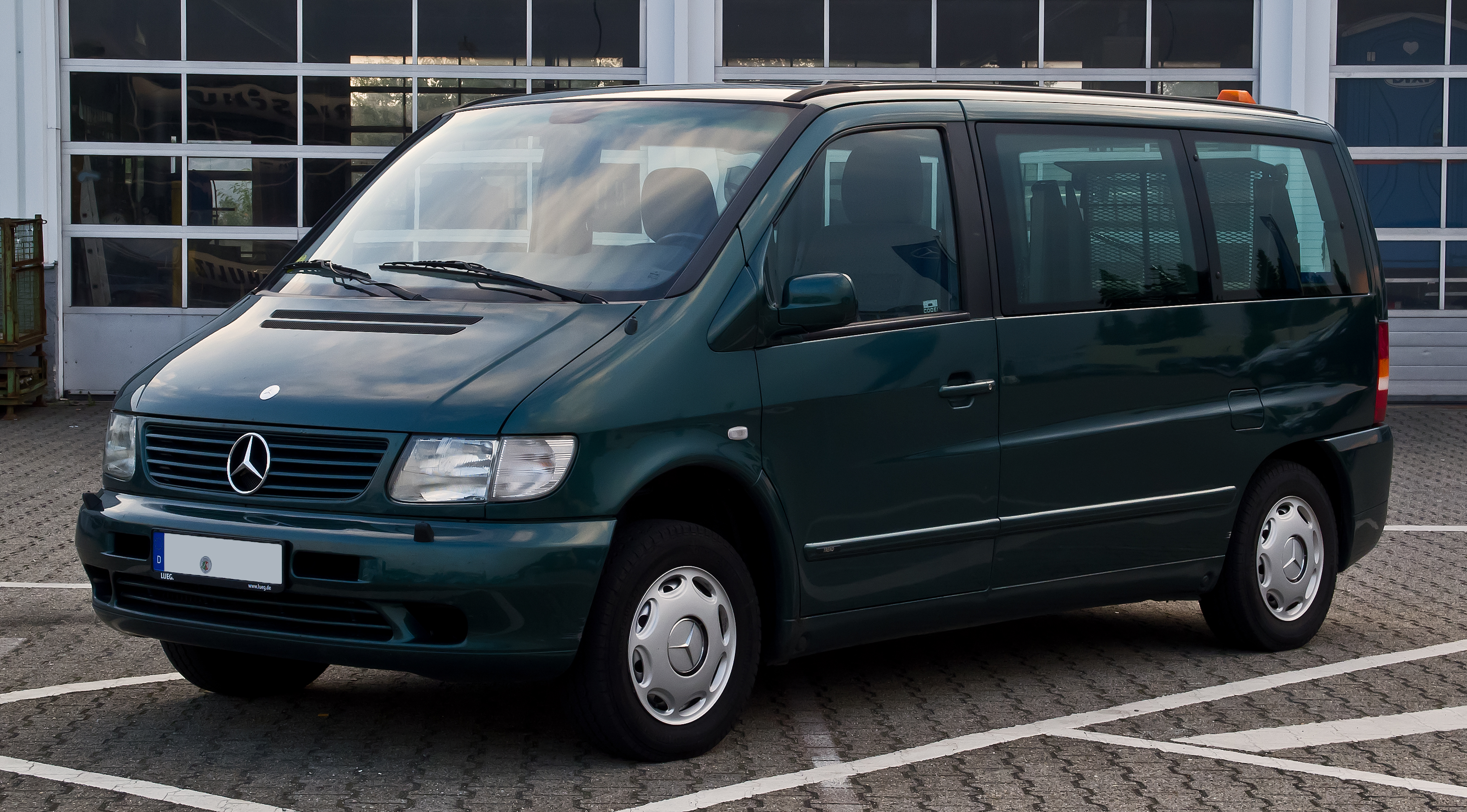
V220 CDI Trend (W 638)

В марте 1999 года произошёл рестайлинг модели. Небольшой модернизации подверглись некоторые элементы экстерьера (боковые юбки, стоп-сигнал, решётка радиатора и другие), расширилась цветовая гамма окраски кузовов. Появились современные дизельные модели CDI с четырьмя цилиндрами, электронным управлением двигателем и системой непосредственного впрыска топлива Common Rail, которая позволила увеличить тягу двигателей. Так, например, модель 112 CDI имела максимальный крутящий момент в 300 ньютон-метров в широком диапазоне оборотов двигателя от 1800 до 2500 оборотов в минуту. Модернизации подверглись и 4-цилиндровые бензиновые двигатели V230 и V200, которые оснастили системой контроля распределительного вала впускных клапанов газораспределения, электронным управлением двигателя через сеть CAN, последовательным впрыском бензина и антидетонационным контролем, который автоматически подстраивает момент зажигания к качеству топлива. Эти меры позволили улучшить развитие крутящего момента и повысить маневренность автомобиля при трогании с места. В связи с этим модернизации подверглась также и 4-ступенчатая автоматическая коробка передач, которую оснастили программой динамического переключения передач (DSP), учитывающей большое количество факторов при переключении передачи (положение педали газа, загруженность автомобиля и тягу).
В 2000 году продажи серии достигли рекордных 75 500 единиц, а в сумме с V-классом составили чуть менее 90 000 единиц. Различные варианты фургонов, в том числе доработанные сторонними компаниями, применялись многими государственными и иными службами, такими как полиция, скорая помощь и другими.
В августе 2001 года модели V200 и V280 были сняты с производства; компания предлагала только версии V230, V220 CDI и V200 CDI. Серия не достигла больших успехов по продажам в связи с консервативной клиентурой, поэтому руководство концерна задумалось о пересмотре концепции собственных микроавтобусов и минивэнов, а также расширении их модельного ряда.
В августе 2003 года производство серии W638 было завершено. На смену ей пришли автомобили Mercedes-Benz W639. Всего за время выпуска серии было собрано около 560 000 единиц Vito и автомобилей V-класса.

## Описание

### Экстерьер

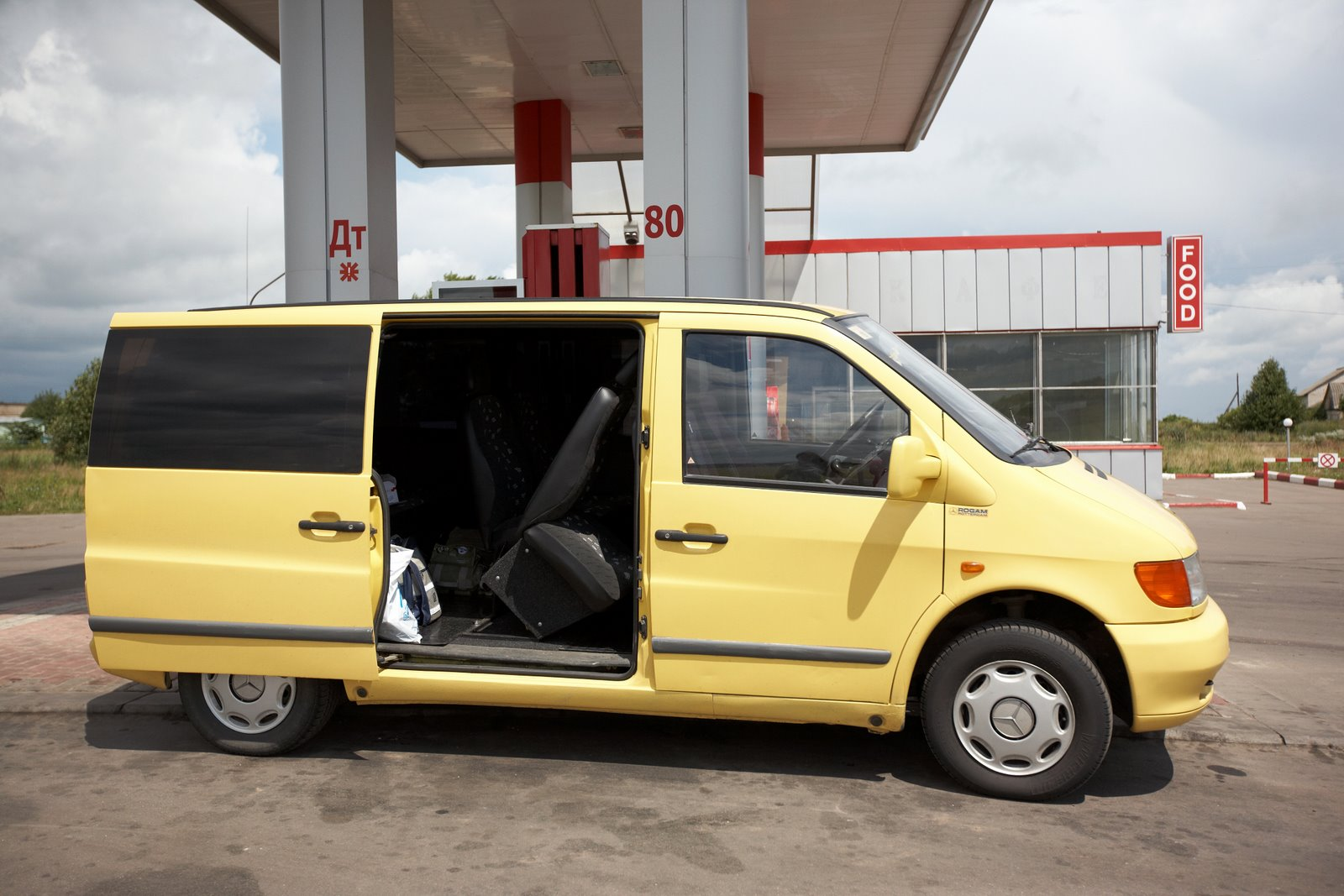
Раздвижные двери Mercedes-Benz W638

Общий дизайн экстерьера автомобилей серии включает короткий капот, круто наклонённое лобовое стекло, плавные передние линии, динамичную выштамповку по бокам, клиновидную форму кузова с широкой колеёй и плечистым внешним видом. В передней части кузова расположилась оптика горизонтальной прямоугольной формы с закруглёнными краями. Между фарами установили чёрную решётку радиатора с большим числом вертикальных ламелей и интегрированной по центру фирменной эмблемой компании. Задняя оптика также имеет прямоугольную форму, но блок фар расположен вертикально. Особая линия сбоку автомобиля по задумке дизайнеров должна была придавать автомобилю больше динамичности и стремительности. Высота погрузочного порога составляла 457 мм и могла быть снижена до 330 мм во время парковки.
Высота автомобиля просчитывалась таким образом, чтобы вписываться в классические гаражи, многоэтажные парковки и автомойки. Характерной особенностью Mercedes-Benz Vito был один единственный кузов. Специалисты по маркетингу выяснили, что большинство покупателей фургонов весом до 2,8 тонны GVW категории выбирают вариант с плоской крышей, короткой колёсной базой, раздвижной дверью на стороне водителя и наличием задней двери. Именно эти идеи были реализованы в новой модели минивэна от Mercedes-Benz. Однако, стоит отметить, что сборка иных вариантов также была ограничена и возможностями производства в Испании: вариант с высокой крышей просто не соответствовал производственным линиям. За годы выпуска серии W638 единственным дополнением стал вариант кузова с откидными задними дверями.
Во время рестайлинга 1999 года видоизменились решётка радиатора и боковые юбки, а также бамперы и дверные ручки, которые окрасили в цвет кузова. В задней части кузова появился дополнительный стоп-сигнал. На крыше установили анодированные металлические рейлинги чёрного цвета.

### Интерьер
В передней части салона располагались информационная панель асимметричной компоновки, в средней части которой установлен короткий рычаг переключения передач в виде джойстика. В верхней части данной панели находились дефлекторы воздуховодов и поворотные переключатели системы отопления, вентиляции и кондиционирования воздуха. Во время рестайлинга 1999 года панель приборов и сиденья подверглись небольшой модификации. В качестве вариантов отделки салона предлагались различная тканевая обивка, деревянные и пластиковые вставки. Сиденья могли быть отделаны кожей или велюром, также в зависимости от комплектации. Под ногами располагались велюровые коврики. Управление автомобилем осуществлялось при помощи рулевого колеса в дизайне из четырёх спиц и фирменной эмблемой компании в середине. Приборная панель водителя включала циферблаты с датчиками спидометра, тахометра, топлива и температуры, которые освещались комфортной неяркой подсветкой. Переключатели для ближнего света фар, противотуманных фар и габаритных огней расположились слева от приборной панели. Кнопки управления дворниками, омывателями ветрового стекла, задними стеклоочистителями и индикаторами установили справа, рядом с рулевой колонкой. Справа от переднего пассажира располагался перчаточный ящик.
При работе над салоном автомобиля немецкие конструкторы сосредоточились на функциональности и универсальности. Пространство внутри салона составляло 1620 мм в ширину от двери до двери, 1360 мм в высоту и 512 мм между водителем и рулевой колонкой. Высота подушки сидений от пола составляла 351 мм, а ширина самой подушки равнялась 460 мм. Пространство между последним задним сиденьем и дверью багажного отделения в длину равнялось 351 мм. Пассажирам двух задних рядов сидений было доступно пространство длиной в 1280 мм (от спинки одного сиденья до спинки другого). Подлокотники, двухпозиционные спинки и интегрированные подголовники сидений делали их схожими с посадочными местами самолётов бизнес-класса. Изменение положения сидений осуществлялось вручную или электрически. Посадочное место переднего пассажира могло быть наклонено до 45 градусов и регулировалось в продольном направлении на 210 мм.
Сиденья автомобиля могут быть удалены или расположены в различных положениях, в том числе могут быть развёрнуты кругом, то есть лицом друг к другу. Кроме того, смена положения сидений возможна и во время движения. Это стало возможным благодаря интеграции функций безопасности, таких как трёхточечные скрывающиеся ремни безопасности и регулируемые по высоте подголовники. Отдельные задние сиденья V-класса могут быть быстро и легко сложены для того, чтобы создать дополнительное пространство для загрузки. Грузоподъёмность автомобиля в соответствии с замерами по методу, используемому немецкой ассоциацией автомобильной промышленности (VDA) составляет 581 литр. По заявлению производителя, максимальное доступная полезная загрузка серии равнялась 3406 литрам, что делало автомобиль одним из самых просторных в своём классе. При использовании крыши объём увеличивался до 4564 литров.
V-класс комплектовался тремя различными линиями исполнения, каждая со своим собственным характером. Линия Trend включала ряд технических функций и систем безопасности, таких как полноразмерные подушки безопасности для водителя и переднего пассажира, антиблокировочная тормозная система ABS, электронная система тяги ETS, теплоизолирующие стекла на всех окнах, внешние зеркала заднего вида, электрические стеклоподъёмники в передней части кузова и дистанционное управление центральным замком. Исполнение Fashion подходило для семейного автомобиля и предлагала оснащение вешалками на задних сиденьях, зонтиком внутри B-стойки, складным столом между задними сиденьями и играми. Версия Ambiente превращала автомобиль в минивэн представительского класса. В неё входили кожаные сиденья, легкосплавные колёсные диски с шинами размером 215/65 R 15, деревянная отделка панели приборов и боковых панелей.
Изменения интерьера во время рестайлинга 1999 года включают новый набор переключателей и элементов управления отопления в центральной консоли, обновлённые циферблаты, переработанное рулевое колесо, хромированную облицовку ручек дверей, новую панель управления окнами и наружными зеркалами с подсветкой и систему автоматического распознавания наличия детского сиденья для отключения подушки безопасности (переднее сидение). В рамках линий исполнения TREND и FASHION была предложена новая обивка, дополнительные настройки для регулировки сиденья водителя, новый блок управления крышей с измененным внутренним освещением, новый многофункциональный блок в задней части с подстаканниками и пепельницей, а также карбоновые (только FASHION) и деревянные (грецкий орех, только AMBIENTE) вставки.

### Безопасность
Автомобиль оснащался трёхточечными ремнями безопасности для пассажиров и ремнями с преднатяжителями для передних сидений, интегрированные с B-стойкой. Ещё одной особенностью безопасности было высокое положение сидения водителя, что увеличивало общую обзорность дороги. В стандартной комплектации устанавливалась антиблокировочная система (ABS) и полноразмерные подушки безопасности водителя и переднего пассажира. Геометрия передней подвески модели была разработана таким образом, чтобы уменьшить энергию от удара на обоих автомобилях, участвующих в дорожно-транспортно происшествии. Стоит отметить, что автомобиль получил более короткие зоны деформации, чем у обычных транспортных средств, в связи с чем перед инженерами стояла задачи проработать переднюю часть салона и оборудования. Передний привод обеспечивал превосходное сцепление и безопасное перемещение благодаря распределению веса как 50:50 между передней и задней осью.

### Электрооборудование
В список электрооборудования, установленного на автомобиле Mercedes-Benz Vito, входили:
- замок зажигания с электронным транспондером, который активировал или дезактивировал иммобилайзер;
- система отопления и вентиляции;
- электронная система кондиционирования с воздушным фильтром и системой циркуляции воздуха (на заказ);
- стеклянная крыша над водителем и передним пассажиром (на заказ) + стеклянный люк над задними пассажирами;
- 12-вольтовый адаптер;
- сейф под сиденьем;
- радио Sound 5000 или Sound 7000 (кассетный плеер, FM/AM и LW приёмник, RDS) + 5 динамиков;
- CD-чейнджер (на заказ).

После рестайлинга 1999 года автомобиль получил новые дополнительные технологии и оборудование:
- навигационная система;
- парктроник;
- тонированные стёкла в задних боковых окнах;
- складывающиеся зеркала заднего вида;
- противоугонная система оповещения с датчиком наклона и контролем салона;
- бизнес-консоль с подставкой под ноутбук, телефон, факс и иные инструменты.

### Разновидности

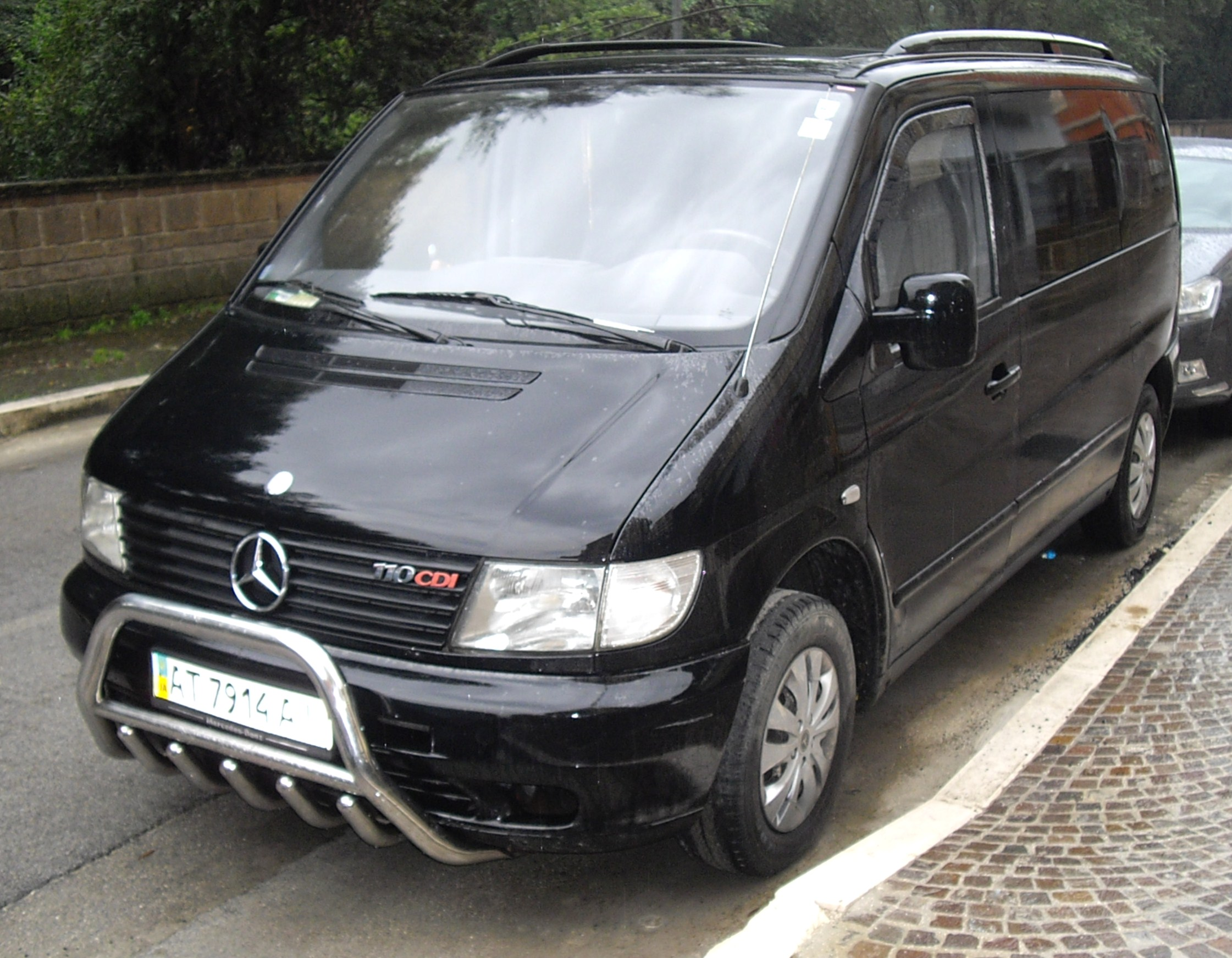
Mercedes-Benz 110 CDI (W638)

Mercedes-Benz W638 выпускался в нескольких модификациях:
- Mixto: минивэн с двумя рядами сидений и небольшим грузовым пространством.
- Transporter: микроавтобус с тремя рядами сидений.
- Kastenwagen: фургон с одним рядом сидений и большим грузовым пространством.

Кроме того, на базе автомобиля компанией Westfalia выпускались следующие модификации:
- Vito F — «дом на колёсах» со складывающимися задними сидениями с функцией кровати для повседневного использования.
- Vito Marco Polo — компактный автодом с кроватью, кухней с морозильной камерой и газовой плитой, задним сиденьем / диваном, шкафом и тому подобным.

Автомобили V-класса, основанные на платформе W638, выпускались в следующих версиях оформления:
- Trend
- Fashion
- Ambiente

### Двигатели

#### Бензиновые
| Модель          | Тип двигателя | Рабочий объём | Конфигурация / кол-во клапанов | Мощность при об/мин        | Крутящий момент при об/мин | Годы производства |
| --------------- | ------------- | ------------- | ------------------------------ | -------------------------- | -------------------------- | ----------------- |
| V 200, Vito 113 | M111 E 20     | 1998 см3      | R4/16                          | 95 кВт (129 л. с.) / 5100  | 186 Н·м /3600–4500         | 1996–2003         |
| V 230, Vito 114 | M111 E 23     | 2295 см3      | R4/16                          | 105 кВт (143 л. с.) / 5000 | 215 Н·м / 3500–4500        | 1996–2003         |
| V 280           | VW VR6        | 2792 см3      | 6/12                           | 128 кВт (174 л. с.) / 6000 | 237 Н·м / 2800–3200        | 1997–2003         |

#### Дизельные
| Модель                  | Тип двигателя       | Рабочий объём | Конфигурация / кол-во клапанов | Мощность при об/мин       | Крутящий момент Н·м при об/мин | Годы производства |
| ----------------------- | ------------------- | ------------- | ------------------------------ | ------------------------- | ------------------------------ | ----------------- |
| Vito 108 D              | OM601 D 23          | 2299 см3      | R4/8                           | 58 кВт (79 л. с.) / 3800  | 152 Н·м / 2300–3000            | 1996–1999         |
| V 230 TD, Vito 110 D    | OM601 D 23 LA       | 2299 см3      | R4/8                           | 72 кВт (98 л. с.) / 3800  | 230 Н·м / 1700–2400            | 1996–1999         |
| Vito 108 CDI            | OM611 DE 22 LA red. | 2151 см3      | R4/16                          | 60 кВт (82 л. с.) / 3800  | 200 Н·м / 1500–2400            | 1999–2003         |
| V 200 CDI, Vito 110 CDI | OM611 DE 22 LA red. | 2151 см3      | R4/16                          | 75 кВт (102 л. с.) / 3800 | 250 Н·м / 1600–2400            | 1999–2003         |
| V 220 CDI, Vito 112 CDI | OM611 DE 22 LA      | 2151 см3      | R4/16                          | 90 кВт (122 л. с.) / 3800 | 300 Н·м / 1800–2500            | 1999–2003         |

### Ходовая часть

#### Подвеска
Подструктура с днищем, крестовиной и продольными балками создали прочную основу для кузовной надстройки и использовались для крепления всех агрегатов и узлов, таких как задняя подвеска, топливный бак, выхлопная система и различные электрические кабели. В передней части автомобиля Mercedes-Benz W638 установлена независимая подвеска типа МакФерсон с треугольными рычагами, в задней — независимая электронная подвеска с полу-продольными рычагами и пружинами, которая адаптировала пружины и амортизаторы к фактической нагрузке, что способствовало безопасности движения и комфорту во время езды. Уникальность задней оси состояла в наличии резинового сильфона между диагональными рычагами и кузовом, заменившего обычные стальные пружины. Ребристая структура днища имела специальные монтажные кронштейны, которые жёстко держали пассажирские сидения салона на своих местах. Двигатель и коробка переключения передач автомобиля были установлены в поперечной конфигурации.

#### Трансмиссия
В стандартной комплектации автомобили серии W638 оснащались 5-ступенчатой механической коробкой переключения передач со встроенным дифференциалом (для моделей с 4 цилиндрами). Картер коробки передач, картер сцепления, подшипник и крышка привода переключения передач были сделаны из алюминия, благодаря чему коробка передач весила всего 46,5 кг. На заказ также была доступна 4-ступенчатая автоматическая трансмиссия с тремя режимами вождения. Модель V280 оснащалась 4-ступенчатой автоматической коробкой передач, которая как и силовой агрегат была разработана фирмой Volkswagen.

#### Тормозная система
На всех колёсах автомобиля устанавливались дисковые тормоза, в передней части кузова — вентилируемые. В стандартной комплектации серия оснащался антиблокировочной системой (ABS) и электронной системой распределения тормозных сил (EBD), которая постоянно отслеживала скорость вращения колёс на передней и задней осях во время торможения. Если система предполагала, что автомобиль рискует уйти в занос, то она закрывала впускные клапаны на обоих задних колёсах, предотвращая увеличение давления на задней оси.
В качестве стояночного тормоза применялась ножная педаль.